# Willi Multhaup
Willi Multhaup (19 de juliol de 1903 - 18 de desembre de 1982) va ser un entrenador i futbolista alemany que va portar el Borussia Dortmund a la victòria a la Recopa de la UEFA el 1966.

## Carrera
Multhaup va guanyar la Bundesliga 1964–65 amb el Werder Bremen. Va guanyar la Recopa d'Europa amb el Borussia Dortmund l'any següent. Poc després va guanyar la DFB-Pokal 1967–68 amb el 1. FC Köln.

## Vida personal
El fill de Multhaup, Hennes, és un periodista esportiu que treballa per a Axel Springer SE.

## Palmarès
Werder Bremen
- Bundesliga: 1964–65

Borussia Dortmund
- Recopa de la UEFA: 1966

1. FC Köln
- DFB-Pokal: 1967–68